# Langaha
Langaha is een geslacht van slangen uit de familie Pseudoxyrhophiidae.

## Naam en indeling
Er zijn drie soorten, de wetenschappelijke naam van de groep werd voor het eerst voorgesteld door Pierre Joseph Bonnaterre in 1790.

## Uiterlijke kenmerken
De kop is lastig duidelijk te onderscheiden van het lichaam door het ontbreken van een duidelijke insnoering. De schubben aan de bovenzijde zijn gekield. De ogen zijn relatief klein en hebben een verticale pupil, soms komt een ronde pupil voor. De slangen zijn eenvoudig te herkennen aan het blad-achtige uitsteeksel aan het einde van de snuit. Bij mannetjes is deze puntig en speer-achtig, bij vrouwtjes wordt de huidflap naar het einde toe breder en bevat opstaande schubben. Vrouwtjes hebben soms ook uitsteeksels boven het oog.

## Verspreiding en habitat
De slangen leven in delen van Afrika en komen endemisch voor op Madagaskar en het eilandje Nosy Be. De habitat bestaat uit droge tropische en subtropische bossen, vochtige tropische en subtropische laaglandbossen en scrublands.

## Beschermingsstatus
Door de internationale natuurbeschermingsorganisatie IUCN is aan alle soorten een beschermingsstatus toegewezen. De slangen worden beschouwd als 'veilig' (Least Concern of LC).

## Soorten
Het geslacht omvat de volgende soorten, met de auteur en het verspreidingsgebied.
| Naam                                               | Auteur           | Verspreidingsgebied      | Beschermingsstatus |
| -------------------------------------------------- | ---------------- | ------------------------ | ------------------ |
| Langaha alluaudi                                   | Mocquard, 1901   | Zuidwestelijk Madagaskar |                    |
| Madagaskarbladneusslang (Langaha madagascariensis) | Bonnaterre, 1790 | Madagaskar, Nosy Be      |                    |
| Langaha pseudoalluaudi                             | Domergue, 1988   | Noordelijk Madagaskar    |                    |